# 1733
1733 (MDCCXXXIII) var ett normalår som började en torsdag i den gregorianska kalendern och ett normalår som började en måndag i den julianska kalendern.

## Händelser

### Februari
- 12 februari – Britten James Oglethorpe grundar den amerikanska staden Savanna i Georgia.[1]

### Juli
- 10 juli – Oratoriet Athalia av Georg Friedrich Händel uruppförs på Sheldonian Theatre i Oxford.

### November
- 23 november - 1733 års slavuppror på Saint John utbryter.

### Okänt datum
- Polska tronföljdskriget utbryter. Ryssland tar parti för August III (son till August den starke). Frankrike tar parti för Stanislaw I Leszczynski (Karl XII:s forne bundsförvant).
- Fartyget Drottning Ulrica Eleonora beger sig på en tvåårsseglats till Kanton.
- Sista avrättingen med rådbråkning utförs i Sverige.

## Födda
- 3 januari – Josina van Aerssen, nederländsk kompositör.
- 19 februari – Daniel Solander, naturforskare, upptäcktsresande, lärjunge till Carl von Linné.
- 13 mars – Joseph Priestley, brittisk kemist och präst.
- 18 september – George Read, amerikansk politiker.

## Avlidna
- 1 februari – August den starke, 62, kurfurste av Sachsen under namnet Fredrik August II 1694–1733, kung av Polen under namnet August II 1697–1704 och 1709–1733.
- 15 mars – Charlotte Aïssé, fransk brevskrivare.
- 12 september – François Couperin, 64, fransk kompositör, organist och cembalist.
- 25 oktober – Giovanni Girolamo Saccheri, 66, italiensk jesuitpräst och matematiker.

### Fotnoter
1. ↑  ”Ship Ann”. Arkiverad från originalet den 13 september 2012. https://web.archive.org/web/20120913084631/http://freepages.genealogy.rootsweb.ancestry.com/~treasures/ga/shipann.html. Läst 25 mars 2011.